# 吉川重幹
吉川 重幹（きっかわ しげもと、1955年〈昭和30年〉2月7日 - ）は、日本の実業家。安芸吉川家第32代当主。

## 概要・経歴
吉川重喜（子爵・吉川元光の子）の長男として誕生。
学習院高等科、学習院大学を卒業。
現在はかつての吉川家の旧領・山口県岩国市を中心に林業や不動産事業を手掛けている、吉川林産興業株式会社の代表取締役を務め、2019年からは林業経営者団体の一般社団法人日本林業経営者協会会長に就任している。
また吉川家としては2017年6月1日に吉川史料館館長に就任している。また公益財団法人吉川報效会理事長も務めている。

## 系譜
- 祖父：吉川元光
- 父：吉川重喜
- 弟：吉川重廣 - 吉川林産興業株式会社副社長[4]